# Кристиян Бистрович
Кристиян Бистрович е хърватски футболист, полузащитник. От 2018 г. играе като опорен халф за тима на ЦСКА Москва.

## Кариера
Започва кариерата си в тима на Славен Белупо през 2015 г. Първия си мач записва на 30 май 2015 г. срещу тима на Осиек. През следващите два сезона обаче играе повече за дублиращия тим и записва само още две срещи за първия тим. През сезон 2017/18 става титуляен футболист на Славен и записва 12 мача.
През януари 2018 г. преминава в ЦСКА Москва. За „армейците“ дебютира в мача с Олимпик Лион в Лига Европа на 8 март 2018 г. Младият халф постепенно измества Бибрас Натхо от стартовия състав и успява да стане важна част от тима. На 18 август 2018 г. вкарва първия си гол с червено-синия екип във вратата на Арсенал (Тула).

## Национален отбор
През 2015 г. записва един мач за хърватския национален отбор до 18 г.

## Стил на игра
Умее да играе на всяка позиция в полузащитата, като силното му качество е да започва атаките от дълбочина. Негови идоли са Лука Модрич, Иван Ракитич и Андрес Иниеста.

## Успехи
- Суперкупа на Русия – 2018